# Deuxième armée générale (Japon)
La deuxième armée générale (第2総軍, Dai-ni Sōgun) est un groupe d'armées de l'armée impériale japonaise responsable de la défense de l'ouest de Honshū, de Kyūshū et de Shikoku durant les derniers mois de la Seconde Guerre mondiale.

## Histoire
La deuxième armée générale est établie le 8 avril 1945 avec un effectif de 700 723 hommes avec la division du commandement général de défense entre la première et la deuxième armée générale. Elle est principalement une milice et une garnison, responsable de la sécurité civile, des défenses anti-aériennes, et de l'organisation de cellules de guérilla dans l'attente d'une prochaine invasion américaine du Japon dans l'opération Downfall (opération Ketsugō (決号作戦, Ketsugō sakusen) en japonais). Bien que ses territoires s'étalent sur tout l'ouest du Japon, sa mission principale est d'assurer la sécurité du sud de Kyūshū, qui est considéré comme la cible la plus probable pour une invasion. Ses forces sont majoritairement composées de réservistes et d'étudiants conscrits peu entraînés et faiblement armés ainsi que de membres des corps combattants des citoyens patriotiques.
Après la chute d'Okinawa, le commandement de la deuxième armée générale est déplacé à Hiroshima. Quand la bombe atomique est lancée sur la ville, la plupart des unités militaires, du personnel logistique, et de l'État-major sont tués. Avec la 5e division, la 59e armée, et d'autres divisions de combat de la ville qui sont également frappées, une estimation de 20 000 soldats japonais sont tués.
Les survivants se regroupent sur la base aérienne d'Ujina dans les environs de Hiroshima, où ils organisent des opérations de secours et de maintien de l'ordre public à Hiroshima où la loi martiale a été instaurée. Cependant, le bombardement atomique met fin à la deuxième armée générale en tant qu'organisation militaire opérationnelle. Certains de ses éléments restent en place sous le contrôle des forces d'occupation américaines jusqu'en novembre 1945 pour aider à la démobilisation des troupes japonaises.

## Commandement

### Commandants
|   | Nom                    | De           | À               |
| - | ---------------------- | ------------ | --------------- |
| 1 | Maréchal Shunroku Hata | 5 avril 1945 | 15 octobre 1945 |

### Chef d'état-major
|   | Nom                                   | De              | À               |
| - | ------------------------------------- | --------------- | --------------- |
| 1 | Lieutenant-général Tadaichi Wakamatsu | 6 avril 1945    | 18 juillet 1945 |
| 2 | Lieutenant-général Saburo Okazaki     | 18 juillet 1945 | 15 octobre 1945 |